# Ram Swarup
 (novembre 2009).
Si vous disposez d'ouvrages ou d'articles de référence ou si vous connaissez des sites web de qualité traitant du thème abordé ici, merci de compléter l'article en donnant les références utiles à sa vérifiabilité et en les liant à la section « Notes et références ».
Pour les articles homonymes, voir Swarup et RAM.
Ram Swarup (राम स्‍वरूप), né dans l'État d'Haryana le 12 octobre 1920 et mort le 26 décembre 1998, est un penseur indépendantiste hindou qui a lutté contre la colonisation britannique avant de devenir un des grands penseurs du mouvement de renaissance hindoue, tout en ayant été disciple de Gandhi et d'Aurobindo.
Ses travaux et publications sont connus pour ses critiques à l'égard de l'islam, du christianisme, du communisme, et du capitalisme. 

## Biographie
Né dans l'État d'Haryana, fils de banquier, Ram Swarup termine ses études en 1941 de l'Université de Delhi avec un diplôme de sciences économiques. 
Son activisme politique auprès de son maitre Gandhi se solde par une incarcération d'une semaine. 
Après le retrait des forces britanniques, son talent prolifique et plumitif sera remarqué dans les cercles hindous à Delhi. En 1950, il fait remarquer aux chefs du Congrès indien l'orientation pro-communisme de la politique de Nehru. Ce qui l'amena à écrira un livre sur « Gandhism and Communism », qui attirera l'attention des milieux anti-communistes en Occident, aux États-Unis en particulier, mais aussi en Europe, où certaines de ses publications influenceront l'administration Eisenhower pour la Conférence de Genève de 1955.
En 1983, en compagnie de l'historien Sita Ram Goel, il crée les éditions Voice of India, dans le but de défendre la culture hindoue.
Selon Gerard Heuzé, "les membres du groupe de la Voice of India eux-mêmes ne s'inspirent que de textes démocratiques quand ils invoquent la pensée européenne contemporaine pour justifier leur croisade anti-musulmane, et ils laissent délibérément de côté tout ce qui a l'air d'extrême droite.... C'est l'apparition d'intellectuels cosmopolites parfois extrêmement sophistiques, comme Girilal Jain, ex-rédacteur en chef du Times of India, Swapan Dasgupta, qui travaille dans le même journal ou Arun Shourie ex-rédacteur en chef de l'Indian Express qui marque la scène. Certains sont des transfugées des partis socialistes ou du Congrès (notamment Jay Dubashi). On trouve aussi des déçus amers du communisme. Beaucoup sont des hommes neufs, qui ont voyagé, notamment regroupé autour de la maison d'éditions Voice of India de Sita Ram Goel, ce nouvel avatar du nationalisme  hindou perd, d'une autre manière, tout côté traditionnel. Il se nourrit aux derniers thèmes de la pensée identitaire, culture-centrée et nationaliste européenne, russe y compris, en reprenant tout ce qui est possible aux polémistes laïques et démocrates..." 

## Livre
- Understanding Islam through Hadis (en)
  - Understanding Islam through Hadis